# Dicyphus constrictus
Dicyphus constrictus is een wants uit de familie van de blindwantsen (Miridae). De soort werd het eerst wetenschappelijk beschreven door Carl Henrik Boheman in 1852.

## Uiterlijk
De mannetjes en vrouwtjes van de langwerpig gevormde, groene of groenbruine wants kunnen zowel langvleugelig (macropteer) als kortvleugelig (brachypteer) zijn. De langvleugelige variant heeft een donker vlekje op het corium en de cuneus en kan 4,5 tot 5 mm lang worden. De kortvleugelige variant wordt ongeveer 3,5 tot 4 mm lang. De pootjes zijn geel van kleur en hebben zwarte vlekjes op de dijen. De lichtbruine kop heeft twee zwarte streepjes achter de ogen en een zwarte vlek bovenop. Het scutellum heeft in de twee bovenste hoeken een donkere vlek. De antennes zijn lang en lichtgekleurd. Het eerste segment is aan beide uiteinden geel, het tweede segment heeft twee zwarte uiteinden. Dicyphus constrictus lijkt op de veel algemenere Dicyphus pallidus. Die heeft echter een tweede antennesegment met twee bruine uiteinden, in plaats van zwart.

## Leefwijze
De aan het eind van de zomer gelegde eitjes komen na de winter uit. De volwassen dieren worden van juli tot oktober gevonden op schaduwrijke plaatsen, op diverse planten zoals bosandoorn (Stachys sylvatica), hennepnetel (Galeopsis), monnikskap (Aconitum) en koekoeksbloem (Silene). Er is een enkele generatie per jaar.

## Leefgebied
De soort is in Nederland zeer zeldzaam. De enige waarneming in Nederland stamt uit 1910. Verder komt de soort voornamelijk in Europa voor.